# Astrid Tobieson Menasanch
Astrid Tobieson Menasanch, född 29 december 1989, är svensk dramatiker, regissör, skådespelare, producent och skribent.  

## Biografi
Astrid Tobieson Menasanch har sin familj både i Sverige och i Spanien. Hon utbildade sig till skådespelare på teaterhögskolan Estudio Corazza i Madrid.  
Tobieson Menasanch regi och dramatikerdebuterade med pjäsen Men det skulle ni aldrig våga på Orionteatern. Den beskrevs som "en lika rolig, elak och begåvad diagnos av manssamhället, samtidigt en aning halsbrytande: ung, arg, ömtålig och stark". Efter hennes andra föreställning, 100 barn på Kulturhuset Stadsteatern, skrev kulturjournalisten Maria Edström att dramatiker var "någon att hålla ögonen på". Hennes föreställning I landet som aldrig brann brinner nu träden beskrevs av teaterkritikern Lars Ring som "en särpräglad, eldfängd poetisk saga". Samma år tog Tobieson Menasanch steget till den europeiska scenen med Nattpassage som baserades på en verkligen händelse i Makedonien. Föreställningen spelades på Kulturhuset Stadsteatern i Stockholm, teatro Conde Duque och Teatro del Barrio i Madrid. Den blev även uttagen till New York Fringe Festival och Amsterdam Fringe Festival.
Efter det har hon regisserat Mustafa Cans dramatikerdebut "Frontens gryningsfärg" på Kulturhuset Stadsteater samt arbetat med den prisbelönta humorgruppen Familjen Kaos.    
Sommaren 2020 hade hon premiär på den nybyggda scenen Teatern under bron i Stockholm med sin föreställning Hiatus som hon skrev tillsammans med Pilar Bergés.
2021 väljs hon ut, som en av fem författare/dramatiker, av det spanska konstinstitutet INAEM och får en prestigefull pjäsbeställning. Motivationen är att Tobieson Menasanch kommer bidra med och utvecklar ett innovativt scenisk språk, är kulturellt relevant för vår samtid och har en ett imponerande konstnärlig och profesionellt arbete bakom sig.    

## Samhällsdebatt
Astrid Tobieson Menasanch skriver regelbundet i bl.a. Aftonbladet, Expressen, SvD, Sveriges Radio, Feministiskt Perspektiv, m.fl. 
År 2012 skrev hon ett upprop som gick under namnet "Bryt tystnaden kring Spanien!". Uppropet fick stor spridning runt om i Europa och översattes till fem olika språk. Till följd av detta var hon en återkommande essäist i OBS i Sveriges Radio P1, hon ansågs tillföra "en ny röst med en ny nerv" enligt Sydsvenskan.  
2015 hamnade Tobieson Menasanch i polemik med den spanska ambassadör i Sverige, Javier Jimenez-Ugarte. Orsaken var artikeln "Spanien utarmar rättsstaten" som Tobieson Menasanch tillsammans med ett 40-tal sakkunniga publicerat i SvD. Efter ett möte med ambassadören berättar Tobieson Menasanch att ambassadören försökte köpa hennes tystnad, något ambassadören dementerar.

## Pjäser i urval
- Men det skulle ni aldrig våga, Orionteatern, 2012[24]
- 100 barn, Kulturhuset Stadsteatern, 2013[25]
- I landet som aldrig brann brinner nu träden, Dramalabbet, 2015[25]
- Maktdröm, Regionteater Väst, 2016[26]
- Nattpassage, Kulturhuset Stadsteatern, 2016[8]
- Pasaje Nocturno, Teatro del Barrio, 2016[27]
- Mellanland, Regionteater Väst, 2017[28]
- Frontens gryningsfärg (av Mustafa Can), Kulturhuset Stadsteatern, 2017[29]
- De redan frälsta (av Familjen Kaos), Riksteatern, 2018[30]
- Blommassakern, Västmanlands Teater, 2018 [31]
- Hiatus, Teatern under bron, 2020[14]
- När Baba faller i poolen är kl. 23:47, Kulturhuset Stadsteatern, 2021[32]
- Club Janzon, Lilla Baren Riche, 2021

## Teater

### Regi
| År   | Produktion                                  | Upphovsmän                              | Teater                                                  |
| ---- | ------------------------------------------- | --------------------------------------- | ------------------------------------------------------- |
| 2021 | När Baba faller i poolen är kl. 23:47       | Astrid Menasanch Tobieson               | Kulturhuset Stadsteatern                                |
| 2020 | Hiatus                                      | Astrid Menasanch Tobieson, Pilar Bergés | Teater under bron                                       |
| 2018 | Blommassakern                               | Astrid Menasanch Tobieson               | Västmanlandsteatern                                     |
| 2018 | De redan frälsta                            | Familjen Kaos                           | Riksteatern                                             |
| 2017 | Frontens gryningsfärg                       | Mustafa Can                             | Kulturhuset Stadsteatern                                |
| 2017 | Mellanland                                  | Astrid Menasanch Tobieson               | Regionteater Väst                                       |
| 2016 | Nattpassage/Pasaje Nocturno                 | Astrid Menasanch Tobieson               | Fri Scen/KulturhusetStadsteatern samt Teatro del Barrio |
| 2016 | Maktdröm                                    | Astrid Menasanch Tobieson               | Regionteater Väst                                       |
| 2015 | I landet som aldrig brann brinner nu träden | Astrid Menasanch Tobieson               | Dramalabbet                                             |
| 2013 | 100 Barn                                    | Astrid Menasanch Tobieson               | KulturhusetStadsteatern                                 |
| 2012 | Men det skulle ni aldrig våga               | Astrid Menasanch Tobieson               | Orionteatern                                            |

### Dramatik
| År   | Produktion                                  | Teater                                                  |
| ---- | ------------------------------------------- | ------------------------------------------------------- |
| 2021 | När Baba faller i poolen är kl. 23:47       | Kulturhuset Stadsteatern                                |
| 2020 | Hiatus                                      | Teater under bron                                       |
| 2018 | Blommassakern                               | Västmanlandsteatern                                     |
| 2017 | Mellanland                                  | Regionteater Väst                                       |
| 2016 | Nattpassage/Pasaje Nocturno                 | Fri Scen/KulturhusetStadsteatern samt Teatro del Barrio |
| 2016 | Maktdröm                                    | Regionteater Väst                                       |
| 2015 | I landet som aldrig brann brinner nu träden | Dramalabbet                                             |
| 2013 | 100 Barn                                    | KulturhusetStadsteatern                                 |
| 2012 | Men det skulle ni aldrig våga               | Orionteatern                                            |